# Oskar Braun (Sänger)

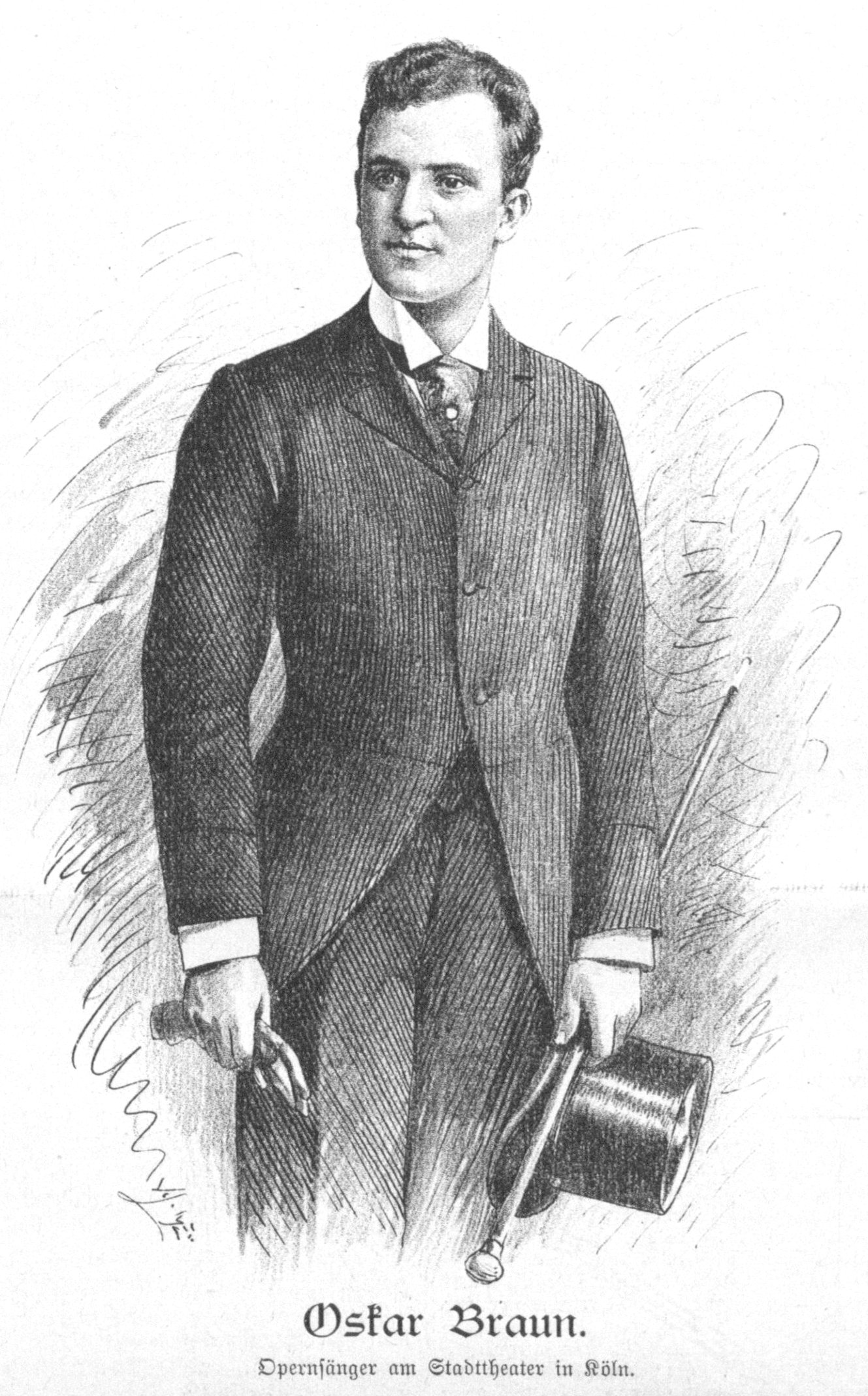
Oskar Braun im Jahre 1893

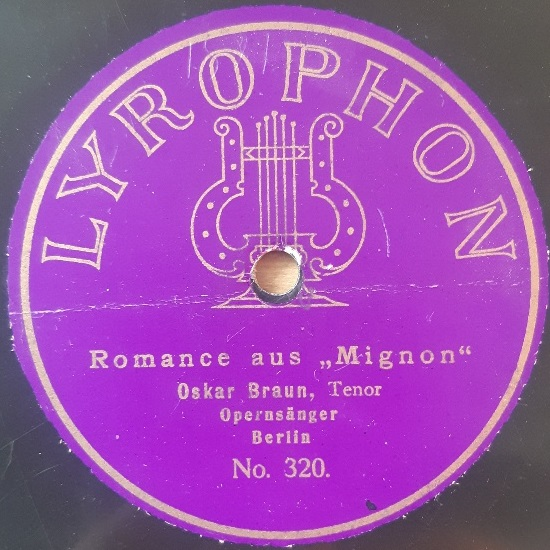
Schallplatte von Oskar Braun (Berlin 1905)

Oskar Braun (* 16. Februar 1867 in Wien; † 15. April 1944 in Budapest) war ein österreichischer Opernsänger (Tenor) und Theaterschauspieler.

## Leben
Oskar Braun, der Sohn eines Fabrikanten, begann seine Sängerkarriere bei Graf Esterhazy in Totis und ist dort in verschiedenen Operettenrollen aufgetreten. Schon damals fiel seine hübsche, frische Stimme angenehm auf.
Sein erstes Engagement fand er 1889 am Wiener Carltheater als erster Operetten-Tenor, blieb daselbst zwei Jahre, und wurde 1891 an das Stadttheater in Köln verpflichtet, wo er den Übergang zur Oper vollzog. Gleich als er das erste Mal in der Cavalleria rusticana auftrat, erzielte er aufmunternden Beifall. Er wirkte vier Jahre in Köln und folgte 1895 einem Antrage an das Stadttheater in Frankfurt, wo er seit dem Abgang Franz Navals das lyrische Tenorfach sowie die vornehme französisch Spieloper beherrschte und es verstand, in der Zeit seines dortigen Wirkens (drei Jahre), sich fest in die Gunst des Publikums einzusingen.
Von Frankfurt aus begab er sich, um seine Stimme zu vervollkommnen, nach Paris, wo er bei den Professoren Edmond Duvernoy und Giovanni Sbriglia seine Stimme noch weiter ausbildete. 1898 ging er nach Berlin, wo er Mitglied des Theaters des Westens wurde, aber auch im Neuen Königlichen Opernhaus (Kroll), sowohl in der Operette als auch in der lyrischen und Spieloper entschiedene Erfolge erzielte.
Namentlich „Romeo“, „Faust“, „Fra Diavolo“, „Don José“, „Lyonel“ etc. gehörten stets zu den beliebtesten Darbietungen seines Opernrepertoires. 1900 erschien der Künstler wieder in seiner Vaterstadt, und zwar zuerst im Theater an der Wien (Direktion Karl Langkammer), wo er in Mikado, „Hofmeister“ in Girosle, Girosla, Donna Juanita etc. allgemeine Anerkennung fand. 1901 trat er als Gast am Raimundtheater auf und verhalf der Operette Der Kellermeister durch seine Leistung des „Grafen von Klingen“ mit zu dem großen Erfolg, den diese Operette daselbst erzielte.
Seine Stimme war kräftig, namentlich in der Mittellage von größtem Wohlklang, und zeichnet sich durch angenehmen Timbre aus. Sein Vortrag zeugte von großer musikalischer Sicherheit.
Von 1902 bis 1903 wirkte er erneut am Theater des Westens in Berlin, von 1900 bis 1901 an der Berliner Hofoper, von 1903 bis 1907 am Central-Theater Berlin in Operetten, von 1907 bis 1911 am Neuen Operettentheater in Berlin.
Er gründete um 1910 seine eigene Oscar-Braun-Operettengesellschaft und ging mit dieser auf Tournee, so etwa von 1912 bis 1913 in Amsterdam. Zudem gastierte er von 1915 bis 1920 an der Komischen Oper Berlin in Operetten und von 1922 bis 1923 am Kurtheater in Freudenstadt.
Am 6. Januar 1894 heiratete er Klara Appelbaum. Der Ehe entstammten drei Kinder, Elisabeth Braun, Stella Elfriede Braun sowie Josef Edgar Braun.
Oskar Braun, von jüdischer Abstammung, lebte 1941 noch in Berlin, über seinen weiteren Lebensweg ist (Stand 2022) nichts bekannt.
Im Sterberegister 1939–1955 des Standesamt I Berlin findet sich unter der Urkundennummer 17168 die Sterbeurkunde von Oskar Braun. Laut dieser verstarb er am 15. April 1944 im KZ Budapest. Die Todesursache ist unbekannt. Die genauen Umstände seines Todes sind ungeklärt.
Ein KZ Budapest ist in dieser Form nicht bekannt. Kurz nach dem deutschen Einmarsch in Ungarn am 19. März 1944 („Unternehmen Margarethe“) begann die ungarische Gendarmerie mit der Inhaftierung und Ghettoisierung der jüdischen Bevölkerung.
Es wird angenommen, dass Oskar Braun im Zuge dieser ersten Verhaftungswelle ermordet wurde.
Sein Tod wurde im Jahr 1948 nach schriftlicher Anzeige des Amts für die Erfassung der Kriegsopfer standesamtlich aufgenommen. Manche Quellen zu Oskar Brauen weisen daher unrichtigerweise das Jahr 1948 als Sterbejahr aus.
Oskar Braun hinterließ zahlreiche Schallplatten bei fast allen damaligen Firmen, diese erschienen in Berlin bei G&T (1904-05), Beka (1904 und 1906), Columbia (1904), Anker (1905), Lyrophon (1905-08 und 1911), Favorite (1905-06), Odeon (1905-09), Homophon (1906 und 1908), Dacapo (1908), Jumbo (1909), Pathé (1911), Berolina (1913) und Parlophon (1913), außerdem Walzen-Aufnahmen für Edison (1904) und Columbia (1904).